# Gérard Encausse
Gérard Anaclet Vincent Encausse (A Coruña, 1865. július 13. – Párizs, 1916. október 25.), akinek az ezotériában használt, felvett neve Papus, spanyol születésű francia orvos, hipnotizőr, az okkultizmus művelője és népszerűsítője volt, továbbá a modern martinista rend megalapítója.

## Korai évek
Gérard Encausse a spanyolországi A Coruña településen született 1865. július 13-án, spanyol anyától és a francia Louis Encausse kémikus apától. Négyéves korában a család Párizsba költözött és így tanulmányait ott végezte.
Fiatalemberként rengeteg időt töltött a Francia Nemzeti Könyvtárban, ahol Kabbalát, okkult Tarot-ot, mágiát és alkímiát tanulmányozott, továbbá Éliphas Lévi írásait. Röviddel elindulása után csatlakozott a Helena Blavatsky által 1884-1885-ben megalapított Teozófiai Társulathoz, de hamarosan kilépett a társaságból, mert nem értett egyet azzal, hogy szerinte túlhangsúlyozták a keleti okkultizmust.

## Tevékenységei

### Áttekintés
1888-ban társalapítója volt a Rózsakereszt Kabbalisztikus Rendjének. Ugyanebben az évben barátjával, Lucien Chamuellel megalapították a Librarie du Merveilleux-t (Csodák könyvtárát) és annak havi folyóiratát, a L'Initiation-t (Beavatás), melyet egészen 1914-ig kiadtak. Alapítója volt ezen kívül az 1890-től megjelent Le Voile d’Isis ezoterikus folyóiratnak.
Encausse tagja volt a Fény Hermetikus Testvériségének(en), az Arany Hajnal Hermetikus Rendnek, a Memphis-Misraim Rítusnak, szabadkőműves, martinista és más ezoterikus szervezeteknek. Számos okkult könyv írója volt. Tanítványa volt a francia spirituális gyógyítónak, Nizier Anthelme Philippe-nek, más néven "Maître Philippe de Lyon"-nak.
Az okkultizmus, illetve okkult csoportok iránti nagymérvű érdeklődése mellett időt fordított tudományosan elfogadott egyetemi tanulmányokra is a Sorbonne-on. 1894-ben orvosi diplomát szerzett, disszertációjának témája Filozófiai anatómia volt. Orvosi rendelőt nyitott a párizsi Rodier utcában.
Encausse háromszor látogatott Oroszországba, 1901-ben, 1905-ben és 1906-ban II. Miklós orosz cár és Alekszandra cárné szolgálatában, orvosként, illetve okkultista tanácsadóként. 1905 októberében állítólag megidézte III. Sándor, II. Miklós apja szellemét, aki megjövendölte, hogy a cár bukását a forradalmárok fogják okozni. Encausse követői állítják, hogy tudatta a cárral, hogy mágia segítségével el tudja hárítani Sándor jövendölését, amíg csak Encausse él. II. Miklós Papus halála után még 141 napig trónon maradt.
Habár Encausse lényegében médiumi és spirituális tanácsadói képességét adta a cár és a cárné szolgálatába, később különös aggodalommal töltötte el a cári pár okkultizmusba vetett mély bizalma, mellyel kormányzati döntéseiket kívánták megtámogatni. Későbbi levelezéseikben számtalanszor óvta őket Raszputyin befolyásától.

### Szervezeti tagságai
Lévi, Tarot, és a Kabbala
Encausse korai francia-nyelvű olvasmányait a Tarot-ról és a Kabbala tudományáról Éliphas Lévi okkult írásai inspirálták. Lévi Nuctemeron fordítása az 1855-ben kiadott Dogme et Rituel de la Haute Magie mellékleteként jelent meg és ennek egyik szereplője, az Első óra Géniusza volt Papus, aki a szövegfordításban "orvos" és akitől Encausse írói álnevét kölcsönözte.
1891 Martinista rend
Úgy tartják, 1891-ben Encausse birtokába jutottak eredeti iratok Martinez de Pasqually-tól, melynek nyomán martinista rendet alapított. Állítása szerint Henri Delaage vikomttól kapta a felhatalmazást, aki azt állította magáról, hogy anyai nagyapja kapott magától Louis-Claude de Saint-Martintól beavatást és aki már 1887-ben megpróbálta feléleszteni a Rendet. Encausse erre a Rendre összpontosított elsősorban és ez egyben a legmaradandóbbnak bizonyult öröksége.
1893-1895 A Francia Gnosztikus Egyház püspöke
1893-ban a Francia Gnosztikus Egyház püspökévé szentelte az egyházat alapító Jules Doinel(en), aki a kathar vallást akarta újjáéleszteni 1890-ben. Doniel 1895-ben lemondott a Gnosztikus Egyház prímási tisztségéről és az irányítást három püspökéből álló püspöki szinódusra hagyta, akik közül az egyik Encausse volt.
1895-1888 Arany Hajnal és a Rózsakereszt kabbalisztikus rendje
Encausse 1895-ben csatlakozott az Arany Hajnal Hermetikus Rendje Ahathoor Tempeléhez Párizsban.
Habár Encausse állítása szerint a titokzatos mágus és gyógyító Philippe Nizier ("le Maitre Philippe") volt "spirituális mestere", az okkultizmus intellektuális megközelítéseit első tanítójától, Alexandre Saint-Yves d'Alveydre(fr) márkitól kapta. Saint-Yves kapta örökül a francia okkultizmus nagy alakjának Antoine Fabre d'Olivet-nek(fr) az iratait és ő volt az, aki valószínűsíthetően bemutatta Papust Stanislas de Guaita márkinak.
1888-ban Encausse, Saint-Yves, de Guaita Joséphin Péladannal és Oswald Wirth-tel kiegészülve alapították meg A Rózsakereszt Kabbalisztikus Rendjét.
1908-1913 Reuss és a kvázi-szabadkőművesek
Encausse sosem volt szabályos értelemben vett szabadkőműves, habár 1908. június 24-én Párizsban az ő szervezésében került meghirdetésre a "Nemzetközi Szabadkőműves Konferencia". Ezen a rendezvényen találkozott először Theodor Reuss-szal, aki felemelte Encausse-t az Ordo Templi Orientis (O.T.O.) X°-ára, továbbá engedélyt adott arra, hogy megalakítsa "A Francia Nagyoriens számára az Ősi és Primitív Szabadkőműves Rítusok Legfelsőbb Általános Nagytanácsát Párizsban". Encausse segített Reussnak az O.T.O. Gnosztikus Katolikus Egyház megalakításában, mely a Francia Gnosztikus Egyház "leányszervezete" volt.
Amikor John Yarker 1913-ban elhunyt, Encausse-t választották meg utódjaként, azaz a Memphis és Mizraim Ősi és Primitív Rítus Nagyhierofáns tisztségébe, amely poszt a szervezet nemzetközi vezetőjét jelentette.

## Halála
Mikor az első világháború kitört, Encausse csatlakozott a francia hadsereg orvosi egységéhez. A katonai kórházban kapott tuberkulózisba halt bele 1916. október 25-én, 51 évesen, Párizsban.

## Főbb művei
- Papus (Gerard Encausse). L'Occultisme Contemporain. 1887. PDF
- Papus (Gerard Encausse). L'Occultisme. 1890.
- Papus (Gerard Encausse). Traité méthodique de Science Occulte. 1891. PDF
- Papus (Gerard Encausse). La Science Des Mages. 1892. PDF
- Papus (Gerard Encausse). Anarchie, Indolence et Synarchie. 1894. PDF
- Papus (Gerard Encausse). Le Diable et l'occultisme. 1895.
- Papus (Gerard Encausse). Traite Méthodique De La Magie Pratique. 1898. PDF
- Niet (Gerard Encausse és Jean Carrère). La Russie Aujourd'hui. 1902.
- Papus (Gerard Encausse). La Kabbale. 1903.
- Papus (Gerard Encausse). Le Tarot Divinataire. 1909. PDF

## Magyarul
- Kabbala; ford. Ladányi Lóránd; Hermit, Miskolc, 1999
- Kabbala; ford. Ladányi Lóránd; 2. jav. kiad.; Hermit, Miskolc, 2000
- A szerencse könyve. Gyakorlati kézikönyv az élet során adódó lehetőségek felderítéséhez és kiaknázásához; ford. Huszka Balázs; Hermit, Miskolc, 2001
- A cigányok tarotja; ford. Kássa László, Nádassy László, Padi Ferenc; Hermit, Miskolc, 2003 + kártyacsomag
- A reinkarnáció. Filozófiai tanulmány a misztika köréből; ford. Oláhné Nemcsik Judit; Hermit, Onga, 2005
- Ezotéria, okkultizmus. Bevezetés az okkult tudományokba; Hermit, Onga, 2008 (Esoteria sacra)
- Tenyérjóslás; Hermit, Onga, 2016
- Az okkult tudomány alapjai; ford. Kássa László; Fraternitas Mercurii Hermetis, Onga, 2023

## Fordítás
- Ez a szócikk részben vagy egészben  a   Gérard Encausse című angol Wikipédia-szócikk fordításán alapul.  Az eredeti cikk szerkesztőit annak laptörténete sorolja fel. Ez a jelzés csupán a megfogalmazás eredetét és a szerzői jogokat jelzi, nem szolgál a cikkben szereplő információk forrásmegjelöléseként.